# Agape (album)
Agape è il terzo album in studio del gruppo musicale Lantlôs, pubblicato nel 2011 dalla Lupus Lounge.

## Tracce
1. Intrauterin – 9:49
2. Bliss – 7:56
3. Bloody Lips & Paper Skin – 4:57
4. You Feel Like Memories – 4:31
5. Eribo - I Collect the Stars – 8:20

## Formazione
- Neige - voce, chitarra acustica
- Herbst - chitarra, basso, tastiere